# Личко средогорје
Личко средогорје (лат. Mons Liccavus) планински је ланац у средишњем дијелу Лике и чини низ узвишења које се пружају паралелно с Велебитом. Заједно са Велебитом, Малом Капелом и Пљешевицом чине Личко горје или Личку висораван.

## Географски положај
Личко средогорје је источнији копнени наставак Сењског била и пружа се као паралелни ланац између Велебита и Мале Капеле, од Грачаца до Кутерева. Југозападно од њега лежи Грачачко и Личко поље, а на сјевероисточној страни прама Капели и Пљешевици су Гацко, Кореничко и Крбавско поље. Дуж тог средогорја је нанизано десетак подједнаких чуњастих врхова око 1.200 м, окружених кланцима и бројним пониквама као изразити мрежасти крас.

## Врхови
Врхови Личког средогорја:
- Камена гора 1.268 м, највиши врх Личког средогорја, код мјеста Бунић
- Црни врх или Голо Трло 1.245 м
- Палеш 1.239 м
- Троврх или Троура 1.234 м, између Комића и Горње Плоче
- Стипанов Грич 1.233 м
- Јеловинац или Јелов Венац 1.215 м
- Јеловура 1.178 м

Врхови су већином стрми и стјеновити, углавном зарасли шумом и непроходни.

## Одлике
Личко средогорје је грађено од кречњака, некадашњег морскога дна, и због тога је пуно шупљина, пећина и јама. Издигло се као и цијели Динариди сударањем Јадранске микроплоче, која се одвојила од Афричке, са Евроазијском. Средогорје је размјерно топлије од сусједне Капеле и Пљешевице, с елементима јужних утицаја и фенске климе. Флора средогорја је још богатија од сусједне Мале Капеле са око 1.040 врста, а има и посебних ендема, као што су Iris dinarica, Centaurea japodana и друге.